# Hrabstwo Kossuth

Piramida wieku hrabstwa

Hrabstwo Kossuth – hrabstwo położone w USA w stanie Iowa z siedzibą w mieście Algona. Założone 15 stycznia 1851 roku.

## Miasta
| - Algona - Bancroft - Burt | - Fenton - Lakota - Ledyard | - Lone Rock - Lu Verne - Swea City - Titonka | - Wesley - West Bend - Whittemore |

## Drogi główne
- U.S. Highway 18
- U.S. Highway 169
- Iowa Highway 9
- Iowa Highway 15
- Iowa Highway 17

## Sąsiednie Hrabstwa
- Hrabstwo Martin
- Hrabstwo Winnebago
- Hrabstwo Hancock
- Hrabstwo Humboldt
- Hrabstwo Palo Alto
- Hrabstwo Emmet